# 安德斯·莫滕松
安德斯·莫滕松（瑞典語：Anders Mårtensson，1893年2月17日—1973年7月17日），瑞典前男子马术运动员。他曾代表瑞典参加1920年夏季奥林匹克运动会马术比赛，获得团体马背体操铜牌。